# ولنات هیل (تنسی)
ولنات هیل (به انگلیسی: Walnut Hill) شهری در ایالت کشور ایالات متحده آمریکا است که جمعیت آن در سرشماری سال ۲۰۱۰ میلادی، ۲٬۳۹۴ نفر بوده‌است.